# Scărișoara (Godeanu)
Lacul Scărişoara (česky: jezero Scărişoara) je jezero v rumunském pohoří Godeanu. Nachází se v nadmořské výšce 1935 metrů, má rozlohu 0,85 hektaru a jeho maximální hloubka je 2 metry.